# Spqr-Rdk
La piattaforma di sviluppo modulare denominata Spqr-Rdk (Software Per Qualunque Robot - Robot Development Kit) è stata creata ed estesa in vari anni di lavoro all'interno del DIS (Dipartimento di Informatica e Sistemistica) "Antonio Ruperti" dell'Università degli studi di Roma "La Sapienza".
L'Spqr-Rdk è composto da un insieme di librerie software, driver di basso livello, moduli per comportamenti ad alto livello, interfacce verso gli agenti robotici ed utility grafiche per l'operatore, disponibile per i sistemi operativi Linux e macOS.
Inizialmente l'Spqr-Rdk è stato sviluppato per essere utilizzato nelle competizioni della RoboCup Soccer; successivamente le sue funzionalità sono state estese ed attualmente viene utilizzato nelle competizioni della RoboCup Rescue in vari ambienti e con tipi diversi di robot (dai Pioneer della ActiveMedia Robotics agli Aibo), ambienti di simulazione (da Player/Stage ad UsarSim) e dispositivi di input (sonar, laser, stereovisione, sensori a infrarosso).
Tramite la piattaforma Spqr-Rdk è possibile dialogare con un agente robotico (reale o virtuale), osservarne lo stato, inviare istruzioni di movimento o fargli eseguire alcuni compiti di interesse, quali localizzazione, mapping, riconoscimento di persone, navigazione autonoma.